# Гнеста (комуна)
Комуна Гнеста (швед. Gnesta kommun) — адміністративно-територіальна одиниця місцевого самоврядування, що розташована в лені Седерманланд у центральній Швеції. Комуну сформовано 1992 року, коли її виділено з комуни Ничепінг.
Гнеста 178-а за величиною території комуна Швеції. Адміністративний центр комуни — місто Гнеста.

## Населення
Населення становить 10 438 чоловік (станом на вересень 2012 року). 
| Кількість населення комуни Гнеста за 1995-2010 роки | Кількість населення комуни Гнеста за 1995-2010 роки | Кількість населення комуни Гнеста за 1995-2010 роки | Кількість населення комуни Гнеста за 1995-2010 роки | Кількість населення комуни Гнеста за 1995-2010 роки |
| --------------------------------------------------- | --------------------------------------------------- | --------------------------------------------------- | --------------------------------------------------- | --------------------------------------------------- |
| Рік                                                 |                                                     |                                                     | Населення                                           |                                                     |
| 1995                                                | 1995                                                |                                                     | 9 711                                               | 9 711                                               |
| 2000                                                | 2000                                                |                                                     | 9 768                                               | 9 768                                               |
| 2005                                                | 2005                                                |                                                     | 9 958                                               | 9 958                                               |
| 2010                                                | 2010                                                |                                                     | 10 360                                              | 10 360                                              |
| Джерело: SCB                                        |                                                     |                                                     |                                                     |                                                     |

## Населені пункти
Комуні підпорядковано 2 міські поселення (tätort) та низка сільських, більші з яких:
- Гнеста (Gnesta)
- Бйорнлюнда (Björnlunda)
- Шернгов (Stjärnhov)
- Лаксне (Laxne)
- Голльста (Hållsta)
- Норртуна (Norrtuna)

## Міста побратими
Комуна підтримує побратимські контакти з такими муніципалітетами:
- Саулкрасти, Латвія

## Галерея

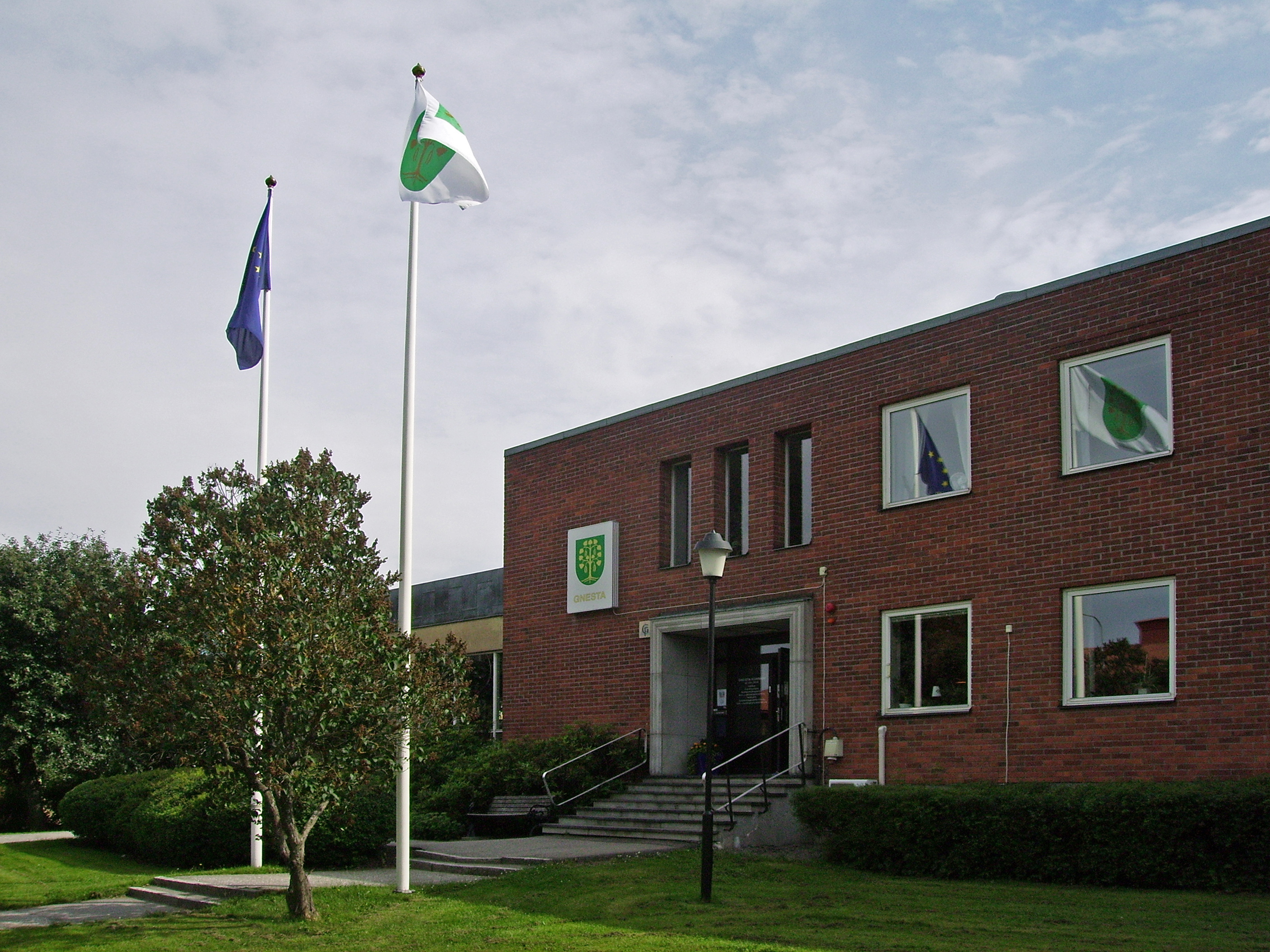
Управа комуни (Гнеста)
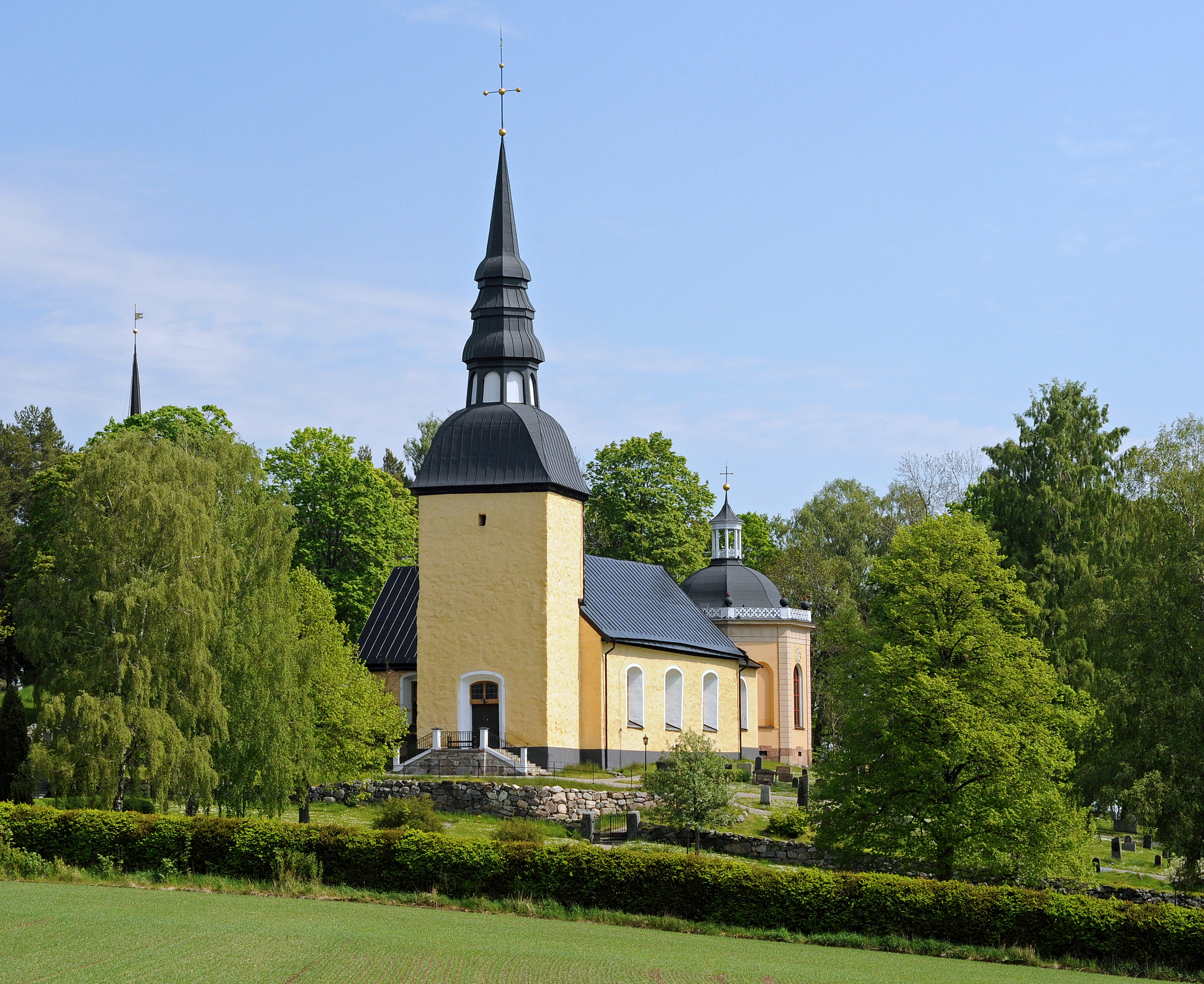
Церква (Бйорнлюнда)
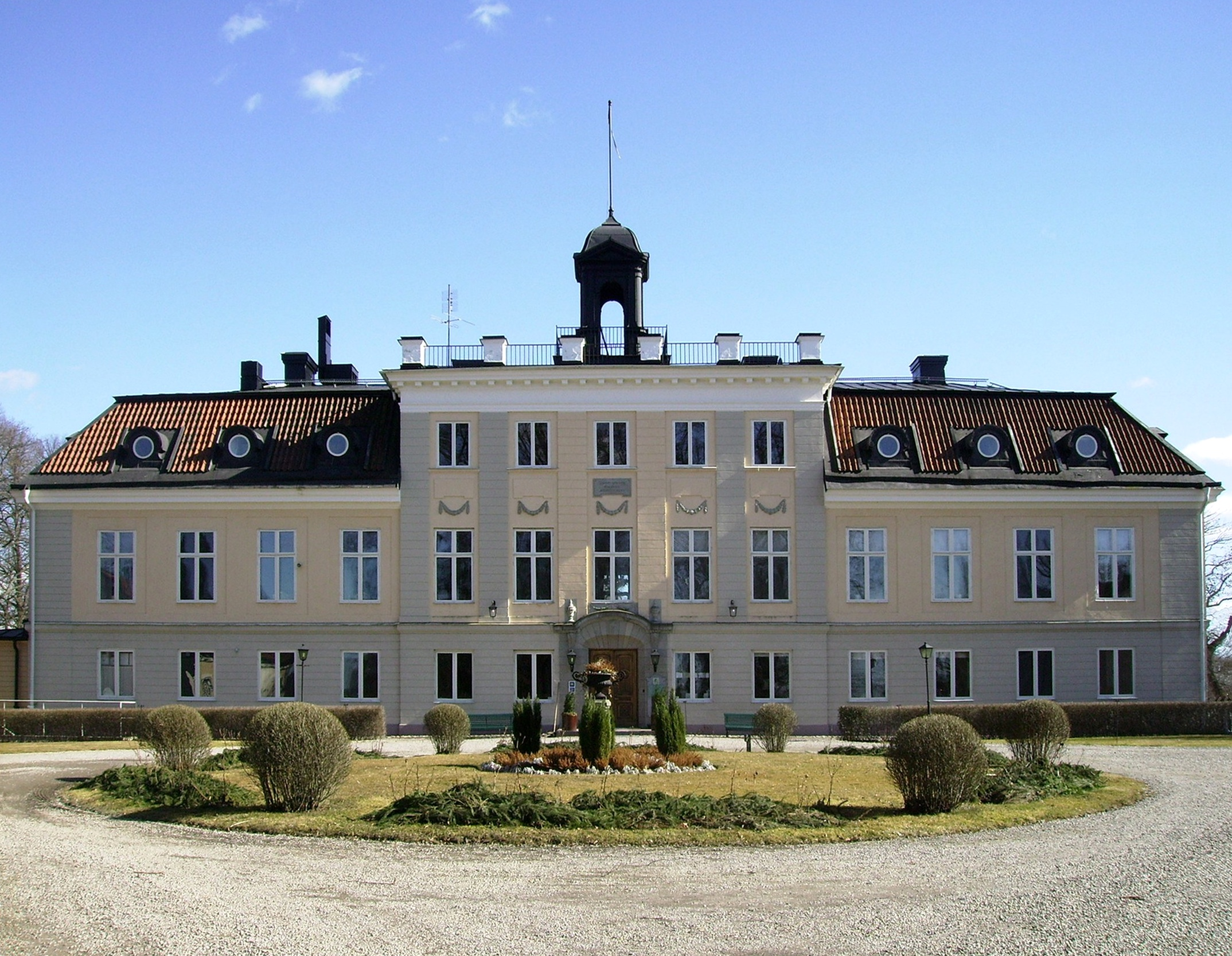
Замок Седертуна
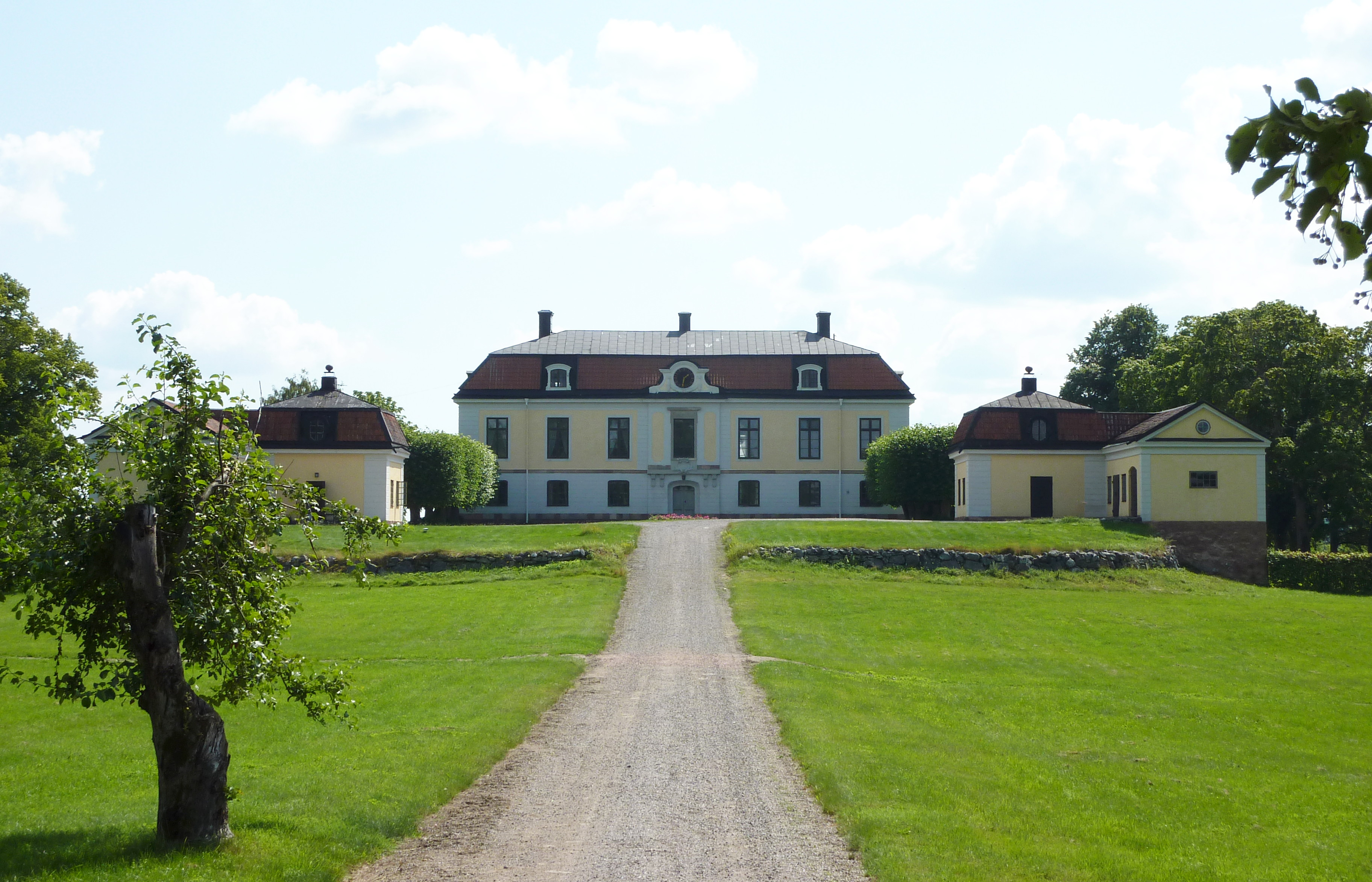
Замок Гебю

## Виноски
1. 1 2  https://www.gnesta.se/politikdemokrati/nyhetsarkivpolitikdemokrati/politikochdemokrati/honarkommunstyrelsensnyaordforande.5.135a1489180cc62942d49a2e.html
2. ↑  https://www.svt.se/nyheter/lokalt/sormland/johan-rocklind-s-kliver-av-som-ks-ordforanden-i-gnesta
3. ↑  https://www.gnesta.se/politikdemokrati/namnder/kommunstyrelsen.4.490d4736114bc27b92980006777.html
4. ↑  https://www.lt.se/2010-02-22/lansstyrelsen-oroas-av-gnestas-byggplaner
5. ↑  https://gupea.ub.gu.se/bitstream/handle/2077/59889/gupea_2077_59889_1.pdf?sequence=1&isAllowed=y
6. ↑  Folkmangd i riket, lan och kommuner (шв.) . Центральне бюро статистики Швеції. Архів оригіналу за 20 серпня 2013. Процитовано 15 лютого 2013.